# Arthur (Or the Decline and Fall of the British Empire)

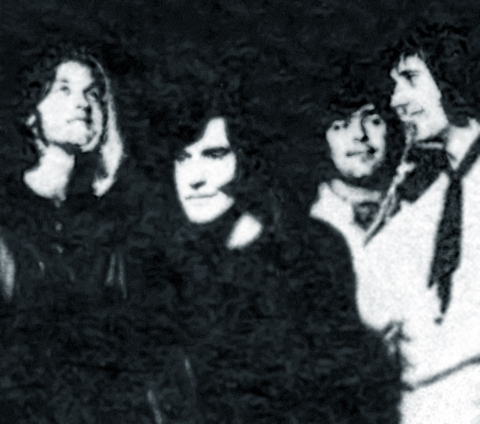
The Kinks in 1969

Arthur (Or the Decline and Fall of the British Empire) is een album van de Britse rockband The Kinks uit 1969.

## Tracks
- "Victoria"
- "Yes Sir, No Sir"
- "Some Mother's Son"
- "Drivin'"
- "Brainwashed"
- "Australia"
- "Shangri-la"
- "Mr. Churchill Says"
- "She Bought a Hat Like Princess Marina"
- "Young and Innocent Days"
- "Nothing to Say"
- "Arthur"

Opnamen: mei t/m juni 1969.
Mick Avory · Dave Davies · Ray Davies

John Dalton · Gordon Edwards · Ian Gibbons · John Gosling · Bob Henrit · Andy Pyle · Pete Quaife · Jim Rodford